# Roskovec
Roskovec là một đô thị trong quận Fier thuộc hạt Fier, Albania. Dân số năm 2005 là 5939 người.